# Protaphis bimacula
Protaphis bimacula är en insektsart. Protaphis bimacula ingår i släktet Protaphis och familjen långrörsbladlöss. Inga underarter finns listade i Catalogue of Life.